# Port lotniczy Patna
Port lotniczy Patna (IATA: PAT, ICAO: VEPT) – port lotniczy położony w Patna, w stanie Bihar, w Indiach.

## Linie lotnicze i połączenia
- Air Deccan (Delhi, Kalkuta)
- Jet Lite (Delhi, Kalkuta, Bombaj, Ranchi)
- Indian Airlines (Delhi, Ranchi)
- Jet Airways (Delhi)